# Auxentius (milánói püspök)
Auxentius (4. század) ókeresztény író, Milánó püspöke.
Kappadokiából származásott, eredeti neve Mercurinus volt. Az Auxentius nevet 355-ben vette fel, amikor Justina császárnő hívására Milánóba érkezett. A milánói egyházmegye püspöke volt 355 és 374 között és az arianizmus híve. Nem kizárt, hogy azonos Dorostorumi Auxentiusszal, Wulfila életrajzának szerzőjével.
A püspöki székben Szent Ambrus követte.